# Тина Феј
Елизабет Стаматина Феј (енгл. Elizabeth Stamatina Fey; Горњи Дарби, 18. мај 1970) америчка је глумица, комичарка, сценаристкиња и продуценткиња. Светску славу стекла је као чланица глумачке поставе скеч-комедије Уживо суботом увече у периоду од 1998. до 2006, а затим и као креаторка и главна глумица у ситкому Телевизијска посла. Такође је позната по улогама у филмовима Опасне девојке (2004), Бејби мама (2008), Ноћ за памћење (2010), Пријемни (2013) и Мапетовци: Најтраженији (2014).
Комедијом је почела да се бави као члан импровизационе комичарке трупе The Second City из Чикага. Потом је постала сценаристкиња емисије Уживо суботом увече, а касније и главни писац и члан глумачке екипе. У овој емисији наступала је од 1998. до 2006. и остала позната по својој позицији водитељке сегмента Weekend Update.
Године 2004. написала је сценарио за тинејџерску комедију Опасне девојке, у којој је такође играла једну од споредних улога. Након што је напустила емисију Уживо суботом увече, 2006. године је креирала ситком Телевизијска посла у коме је такође играла главну улогу. Серија је делимично инспирисана њеним искуствима током рада на емисији Уживо суботом увече и емитовала се на Ен-Би-Си-ју од 2006. до 2013. Године 2006. наступила је уз Ејми Полер у филму Бејби мама, а 2010. играла је главну улогу у комедији Ноћ за памћење са Стивом Карелом.
Добитница је осам Емија, два Златна глобуса, пет Награда Удружења глумаца и четири Награде Удружења америчких сценариста. Аутобиографски роман Bossypants, који је пет недеља био на врху листе бестселера Њујорк тајмса донео јој је номинацију за награду Греми. Године 2008. Асошијетед прес прогласио је Фејову забављачем године за њену сатиричну имитацију Саре Пејлин у емисији Уживо суботом увече. Године 2010. освојила је награду Марк Твен за амерички хумор, чиме је постала најмлађа добитница овог признања. Заједно са колегиницом и добром пријатељицом Ејми Полер била је домаћице доделе Златних глобуса 2013. и 2014. године, када је пренос ове церемоније достигао највећу гледаност у последњих десет година.

## Филмографија
| Филмови               |                               |               |                        |                                                                      |
| Година                | Српски назив                  | Изворни назив | Улога                  | Напомене                                                             |
| 2004.                 | Опасне девојке                |               | гђа Норбери            | такође сценаристкиња                                                 |
| 2006.                 | Пивска лига                   |               | секретарица у теретани |                                                                      |
| 2006.                 | Случајни председник           |               | глуми себе             |                                                                      |
| 2008.                 | Бејби мама                    |               | Кејт Холбрук           |                                                                      |
| 2008.                 | Поњо на литици изнад мора     |               | Лиса (глас)            | америчка синхронизација                                              |
| 2009.                 | Откриће лажи                  |               | Шели                   |                                                                      |
| 2010.                 | Ноћ за памћење                |               | Клер Фостер            |                                                                      |
| 2010.                 | Мегаум                        |               | Роксен Ричи (глас)     |                                                                      |
| 2013.                 | Пријемни                      |               | Порша Нејтан           |                                                                      |
| 2013.                 | Спикер 2: Легенда се наставља |               | водитељка              | камео                                                                |
| 2014.                 | Мапетовци: Најтраженији       |               | Нађа                   |                                                                      |
| 2014.                 | Овде те напуштам              |               | Венди Алтман           |                                                                      |
| 2020.                 | Душа                          |               | 22 (глас)              | такође сценаристкиња                                                 |
| 2024.                 | Опасне девојке: Мјузикл       |               | гђа Норбери            | такође сценаристкиња и продуценткиња                                 |
| Телевизијски програми |                               |               |                        |                                                                      |
| 1998–2006             | Уживо суботом увече           |               | разни ликови           | 178 епизода; такође сценаристкиња                                    |
| 2002.                 | Шоу Колина Квина              |               |                        | сценаристкиња                                                        |
| 2006–13               | Телевизијска посла            |               | Лиз Лемон              | 138 епизода; такође креаторка, извршна продуценткиња и сценаристкиња |
| 2008.                 | Уживо суботом увече           |               | домаћин                | Епизода:                                                             |
| 2009.                 | Сунђер Боб Коцкалоне          |               | глуми себе             | Епизода:                                                             |
| 2010.                 | Уживо суботом увече           |               | домаћин                | Епизода:                                                             |
| 2011.                 | Уживо суботом увече           |               | домаћин                | Епизода:                                                             |
| 2011.                 | Фића и Феђа                   |               | Анабела (глас)         | Епизода:                                                             |
| 2012.                 | Ај Карли                      |               | глуми себе             | Епизода:                                                             |
| 2013.                 | 70. додела Златних глобуса    |               | домаћин                | ТВ специјал                                                          |
| 2013.                 | Симпсонови                    |               | гђа Кантвел (глас)     | Епизода:                                                             |
| 2013.                 | Уживо суботом увече           |               | домаћин                | Епизода:                                                             |
| 2014.                 | 71. додела Златних глобуса    |               | домаћин                | ТВ специјал                                                          |